# Stephanie Hardt
Stephanie Hardt (geboren 1976) ist eine deutsche Kamerafrau.

## Berufliche Entwicklung
Zum Studium zog Stephanie Hardt nach dem Abitur 1995 nach London. Seit ihrem Abschluss an der Northern Film School 2001 ist Hardt als Director of Photography international tätig. Sie wurde im Jahr 2000 für ihre Kameraarbeit an Wolf in an Arran Sweater mit dem Arriflex Award ausgezeichnet. Seit 2002 lehrt sie Licht und Kamera an Filmschulen, von 2010 bis 2017 als Professorin (Fachbereich Kamera) an der ifs – Internationale Filmschule Köln.

## Filmografie (Auswahl)
- 2000: Wolf in an Arran Sweater (Spielfilm). Regie: Liberty Lindley[4]
- 2008: Heavy Load (Kinodokumentarfilm). Regie: Jerry Rothwell[5]
- 2009: Theo (Dokumentarfilm). Regie: Georgi Banks-Davies[6]
- 2009 Seven Ages of Love (Dokumentarfilm) Regie: Zarah Hayes[7]
- 2010: The Cut (BBC-Serie), Regie: Sarah Walker, Alex Kalymnios, Geoffrey Goodwin, Perrin Sledge[8]